# Liliane Benelli
Pour les articles homonymes, voir Benelli.
Liliane Benelli, pseudonyme de Liliane Gnansia, née le 13 janvier 1935 à Oran et morte le 12 août 1965 à Aix-en-Provence, est une musicienne française, pianiste attitrée du cabaret parisien L'Écluse.

## Biographie
Elle compose avec Barbara Ni belle ni bonne et Ce matin-là en 1963. Liliane Benelli devient, par ailleurs, la fiancée et le mentor de Serge Lama (ils se sont rencontrés en 1963),. Grâce à elle, il se produit en première partie de Barbara.
Le 12 août 1965, elle meurt à 30 ans dans un accident de voiture à la sortie d'Aix-en-Provence dans une voiture conduite par Jean-Claude Ghrenassia, frère d'Enrico Macias, lors d'une tournée avec Serge Lama qui reste polytraumatisé plusieurs mois durant.
En 1965, Barbara écrit Une petite cantate en hommage à son amie et pianiste, et Serge Lama lui dédie Sans toi en 1966 (sur le 45-tours homonyme), D'aventures en aventures en 1968 (sur l'album homonyme), ainsi que Toute blanche en 1974 (album Chez moi). En 2003, il reprend Une petite cantate (en duo avec Marie-Paule Belle), sur l'album Pluri((elles)).